# Rudniki (Opatów)
Pour les articles homonymes, voir Rudniki.
Rudniki est une localité polonaise de la gmina de Baćkowice, située dans le powiat d'Opatów en voïvodie de Sainte-Croix.